# Feodor Stravinski

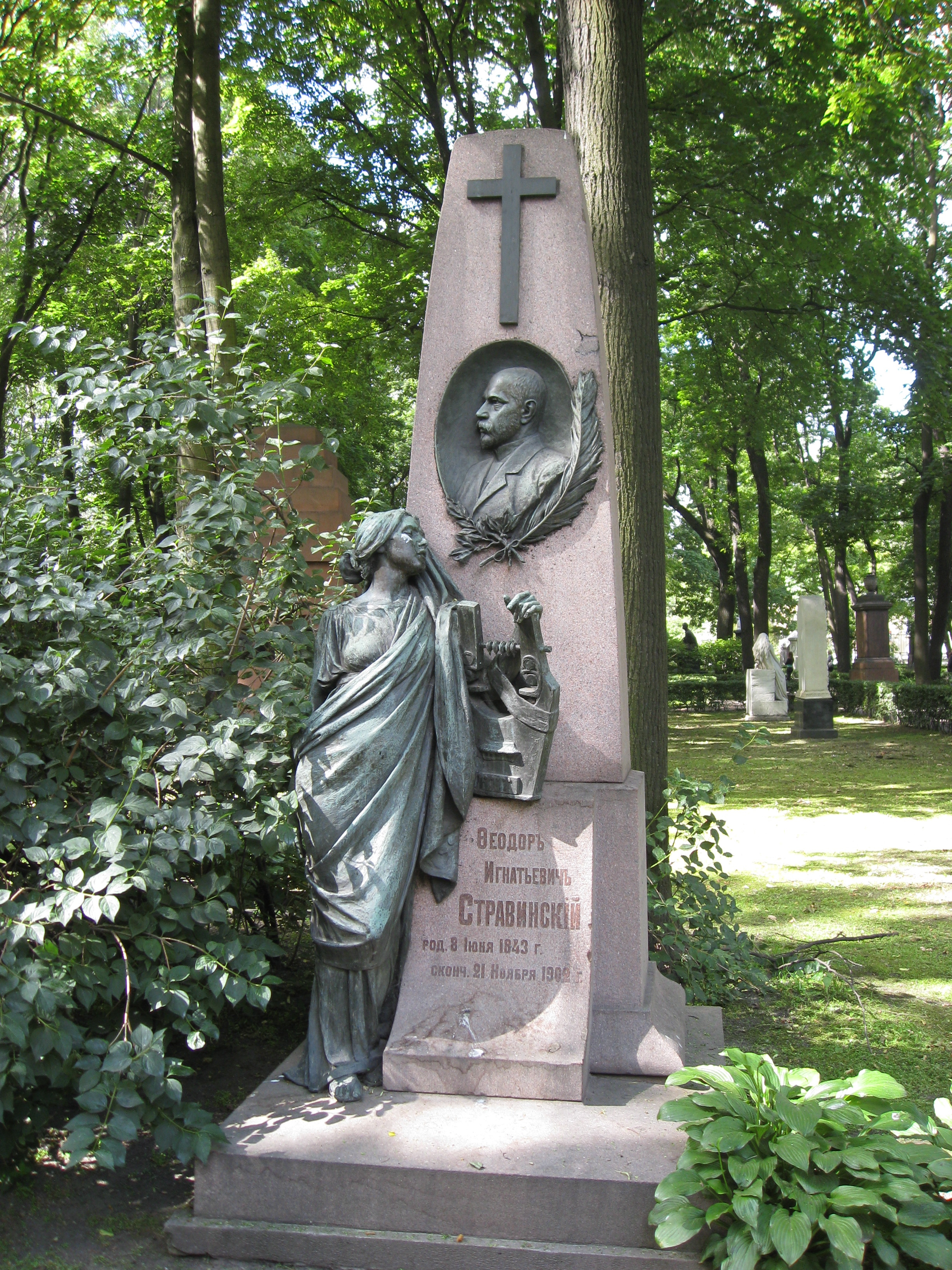
Tombe de Feodor Stravinski au cimetière Tikhvine à Saint-Pétersbourg.

Feodor Ignatievitch Stravinski (en russe : Фёдор Игнатиевич Стравинский), né le 8 juin 1843 (20 juin dans le calendrier grégorien) à Novi Dvor et mort le 21 novembre 1902 (4 décembre dans le calendrier grégorien) à Saint-Pétersbourg dans l'Empire russe, est un artiste lyrique acteur russe ayant une voix de basse. Il est le père de Youry Stravinsky (ru) et d'Igor Stravinsky (naturalisé par la suite américain) et le grand-père de Soulima Stravinsky (en) et de Théodore Strawinsky.

## Vie et carrière
Son père Ignace était catholique et venait d'une famille noble polonaise, les Strawinski-Soulima, sa mère, Alexandra Ivanovna Skorokhodova, était la fille d'un petit propriétaire terrien russe. Feodor a été baptisé selon le rite orthodoxe en raison de la loi impériale qui exigeait que les enfants nés de mariages mixtes entre catholiques et orthodoxes soient élevés dans la foi orthodoxe russe,,.
En 1869, il a terminé ses études au lycée de Nijyn, où il chantait dans la chorale de l'église. Il a étudié le chant au Conservatoire de Saint-Pétersbourg en 1869-1873, notamment auprès de Pietro Repetto. Il a ensuite étudié avec Camille Everardi (en) à Kiev.
Stravinski a commencé sa carrière de chanteur soliste à Kiev (1873-1876) avant de passer à Saint-Pétersbourg, où il a chanté au Théâtre Mariinsky pendant 26 ans, de 1876 à 1902. Il a été salué comme le successeur d'Ossip Petrov. Il a été reconnu pour son talent dramatique exceptionnel en tant qu'acteur, et il était considéré comme la basse de premier plan à l'Opéra impérial. Il était admiré pour la profondeur de ses analyses psychologiques et sa maîtrise de la mise en scène.
Stravinsky a créé un certain nombre de personnages dans des opéras de Tchaïkovski:
- Son Excellence dans Vakoula le Forgeron en 1876
- Dunois dans La Pucelle d'Orléans en 1881
- Mamyrov dans L'Enchanteresse en 1887.

Il a aussi participé à la création de Cordelia de Nikolaï Soloviev (24 novembre 1880, Saint-Pétersbourg), et il a créé le rôle du bonhomme Hiver dans l'opéra La Demoiselle des neiges de Rimski-Korsakov (1882; son fils Igor a été un élève de Rimski-Korsakov).
Stravinski est aussi connu comme un défenseur très actif de la musique de Nikolaï Lyssenko, ayant souvent joué le rôle de Mykola dans l'opéra Natalka Poltavka, La Noyée.
Parmi ses grands successeurs on trouve Fédor Chaliapine et Lev Sibiriakov. Féodor Stravinsky est mort en 1902 et a été enterré au cimetière Tikhvine près du monastère de la Sainte-Trinité-Alexandre-Nevski.
Ses mémoires sont d'une valeur inestimable. Il avait aussi une bibliothèque unique qui était très populaire parmi les bibliophiles.